# Filippo Randazzo
Filippo Randazzo genannt il Monocolo di Nicosia (* 1692 in Nicosia; † 1744 in Palermo) war ein italienischer Maler des Klassizismus auf Sizilien.

## Leben
Weil er auf einem Auge blind war, erhielt er den Spitznamen „Monocolo di Nicosia“. Bereits als Kind zeigte er eine Liebe zur Kunst. Seine erste Ausbildung erhielt er durch einen örtlichen Maler, ehe er dank der Schirmherrschaft des Barons La Motta St. Agrippina aus Messina nach Rom in die Malschule „Academia del Nudo“ von Sebastiano Conca, dem Hauptvertreter des klassizistischen Spätbarock entsandt wurde. Diese Schule begriff sich als Gegenbewegung zum Rokoko, der von vielen als frivol empfunden wurde. Hier erzielte er viele Fortschritte, die ihm zu großem Ansehen verhalfen. Zurück in seiner Heimatstadt und anschließend in Palermo entfaltete er ein reiches Schaffen. Er schuf beispielsweise in der Chiesa del Gesò Bildnisse für die Kuppel und das Mittelschiff. In gelegentlicher Gemeinschaft arbeitete er mit Francesco Ferrigno, Gaspare Serenario, Olivio Sozzi und seinem Sohn Mariano Randazzo zusammen.

## Werke
- S. Francesco di Paolo (Nicosia)
- Cattedrale di S. Nicolo’ (Nicosia): Tafelbild Heilige Familie
- San Calogero (Nicosia) Fresco Santa Rosalia
- San Nicola di Bari Termini Imerese Fresko Madonna in der Glorie (1733)
- Chiesa del SS. Rosario (Palma di Montechiaro): Tafelbild
- Chiesa del Purgatorio (Licata): Altarbild Jesus und Maria erretten Seelen aus dem Fegefeuer
- Monastero del SS. Salvatore (Corleone): Fresko Triumph des Heiligen Benedikt (1735)
- Chiesa San Vincenzo Ferreri (Marineo): Tafelbild Franz von Assisi (1733)
- Chiesa di San Matteo (Palermo) Tafelbild Gottesopfer (1741/43)
- Sant’Ignazio all Olivella (Palermo) Tafelbild Die Heilige Rosalia wird von der Jungfrau Maria gekrönt
- Santa Caterina (Palermo) Gewölbefresken Glorie der Heiligen Katharina und Triumph der Heiligen Dominikaner (1744)
- Santa Maria Maddalena (Ciminna): Tafelbild Glorie des Heiligen Benedikt
- San Francesco d’Assisi (Casteltermini): Tafelbild Madonna, Sant’Agata e San Francesco di Sales
- Chiesa degli Agonizzanti (Carini): Deckenfresken Vita der Maria (mit Filippo Tancredi)
- Chiesa del Crocifisso (Montemaggiore Belsito): Deckenfresken
- Chiesa di San Giuliano (Geraci Siculo) Heilige Jungfrauen
- Basilica di S. Maria Assunta (Alcamo) Fresko Mariä Himmelfahrt, Krönung und Gloria